# Gieorgij Arkadjew
Gieorgij Pietrowicz Arkadjew (ros. Георгий Петрович Аркадьев, ur. 4 lutego 1905, zm. 27 maja 1993) – radziecki dyplomata.

## Życiorys
Członek WKP(b), od 1936 w Ludowym Komisariacie Spraw Zagranicznych ZSRR, 1939-1944 zastępca szefa wydziału tego komisariatu, 1944-1947 zastępca kierownika Wydziału Ekonomicznego Ludowego Komisariatu/Ministerstwa Spraw Zagranicznych ZSRR. 1947-1949 zastępca doradcy politycznego Radzieckiej Administracji Wojskowej w Niemczech, 1949-1951 radca Misji ZSRR w NRD, 1951-1952 kierownik Wydziału IV Europejskiego MSZ ZSRR, 1952-1953 szef Wydziału USA MSZ ZSRR. Od 27 stycznia 1954 do 26 kwietnia 1956 ambasador nadzwyczajny i pełnomocny ZSRR w Norwegii, 1956-1960 zastępca stałego przedstawiciela ZSRR w ONZ, 1960-1962 zastępca sekretarza generalnego ONZ ds. problemów politycznych i Rady Socjalnej, 1962-1965 kierownik Wydziału Międzynarodowych Organizacji Ekonomicznych MSZ ZSRR, 1966-1968 stały przedstawiciel ZSRR w Międzynarodowej Agencji Energii Atomowej, 1968-1975 stały przedstawiciel ZSRR w Organizacjach Międzynarodowych w Wiedniu.